# 시키정 (1889년~1955년)
시키정(志木町)은 사이타마현 기타아다치군에 존재했던 정이다. 

## 지리
- 현재의 시키시에 해당한다.

## 역사
- 1889년 4월 1일 - 정촌제 시행에 수반해 니쿠라군 시키정(志木町)이 성립하였다.
- 1891년 2월 - 시키정을 포함한 니쿠라군 2정 7촌이 도쿄부 기타토시마군에 합병 청원 운동을 전개하였다.
- 1896년 3월 29일 - 니쿠라군의 기타아다치군 편입에 수반해, 기타아다치군 시키정이 되었다.
- 1923년 9월 1일 - 간토 대지진으로 민가 1동 전소, 1동 반파.
- 1939년 4월 7일 - 시키정립 시키상업학교가 개교되었다.
- 1944년 2월 11일 - 기타아다치군 우치마기촌, 이루마군 무네오카촌·미즈타니촌과 합병해, 기타아다치군 시키정(志紀町)이 되었다.
- 1948년 4월 1일 - 시키정(志紀町)이 해체[1]되어 원래의 1정 3촌이 되돌아가 시키정(志木町)이 재성립하였다.
- 1955년 5월 3일 - 기타아다치군 무네오카촌과 합병해, 아다치정이 되었다.

## 참고문헌
- 「角川日本地名大辞典」編纂委員会『角川日本地名大辞典 11 埼玉県』角川書店、1980年7月8日。ISBN 4040011104。

1. ↑  합병 전의 이루마군 소속이던 무네오카촌과 미즈타니촌은 기타아다치군 소속으로 남았다